# Pterorhinus nuchalis
Pterorhinus nuchalis là một loài chim trong họ Leiothrichidae.